# Richard Eugene Cole
Richard Eugene Cole, né le 7 septembre 1915 à Dayton et décédé le 9 avril 2019 à San Antonio, est un colonel de l'US Air Force. Pendant la Seconde Guerre mondiale, il est l'un des aviateurs qui participent au de raid Doolittle sur Tokyo, au Japon, le 18 avril 1942. Il sert de copilote au lieutenant-colonel Jimmy Doolittle dans l'avion de tête du raid composé de seize bombardiers B-25, qui décollent pour la première fois d'un porte-avions pour une mission de bombardement.
Cole reste en Chine après le raid jusqu'en juin 1943 et sert de nouveau sur le théâtre d'opérations de Chine-Birmanie-Inde d'octobre 1943 à juin 1944. Il est ensuite conseiller opérationnel de l'armée de l'air vénézuélienne de 1959 à 1962. Il prend sa retraite de l'US Air Force en 1966 et devient le dernier "Doolittle Raider" vivant en 2016.

## Biographie

### Jeunesse
Richard Eugene Cole naît le 7 septembre 1915 à Dayton, dans l'Ohio. Il obtient son diplôme de l'école secondaire et poursuit ses études à l'Université de l'Ohio pendant deux ans.

### Carrière militaire

#### Raid de Doolittle

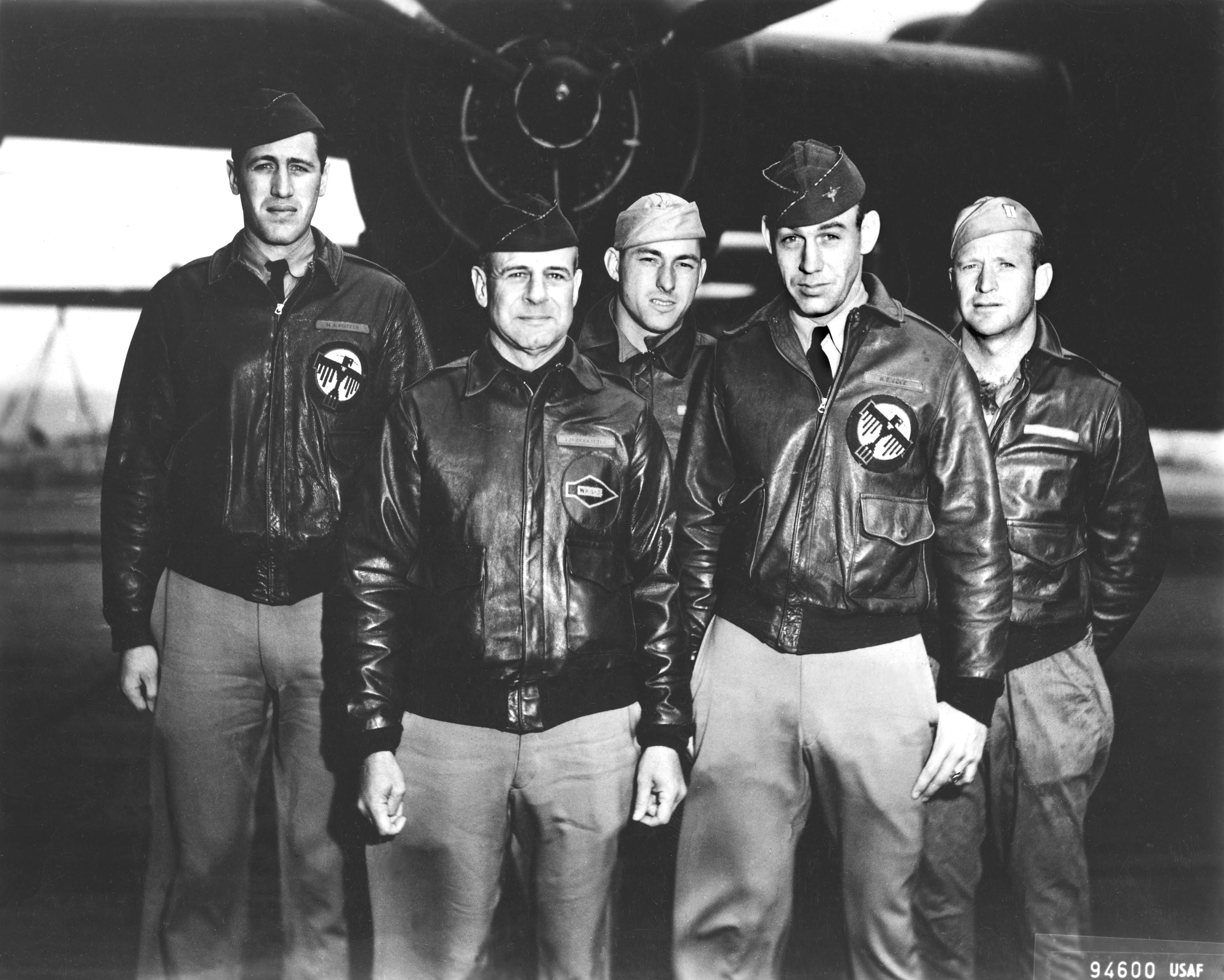
Les membres du raid de Doolittle, équipage no 1,. De gauche à droit: Lt. Henry A. Potter, navigateur; Lt. Col. James H. Doolittle, pilote; SSgt. Fred A. Braemer, bombardier; Lt. Richard E. Cole, copilote; SSgt. Paul J. Leonard, mécanicien navigant/gunner. Sur le pont de l', le 18 avril 1942.

Richard Cole s'enrôle comme cadet de l'aviation dans l'United States Army Air Forces le 22 novembre 1940, à Lubbock, au Texas.
Il est nommé second lieutenant en juillet 1941 et qualifié pilote à Randolph Field, au Texas, le 12 juillet 1941. Pour sa première affectation, il rejoint le 34th Bomb Squadron (en) du 17th Bombardment Group (en) en tant que pilote de B-25 Mitchell, à Pendleton, dans l'Oregon.
Cole est nommé copilote du premier bombardier B-25 Mitchell (appareil no 1), pour le célèbre « Raid de Doolittle » à la suite de l'attaque de Pearl Harbor après que deux autres pilotes soient tombés malades. Le raid est audacieux non seulement à cause des cibles visées, mais également parce que les pilotes se sont entraînés à décoller avec un bombardier B-25 depuis le pont d'un porte-avions. Cole est le copilote du premier bombardier à quitter le pont de l'USS Hornet pendant la mission, commandé par le chef du raid, le lieutenant-colonel Jimmy Doolittle.
Le 18 avril 1942, Doolittle et les quatre membres d'équipage de son B-25, décollent du Hornet, atteignent Tokyo, bombardent leur cible, puis se dirigent vers leur aérodrome de récupération en Chine. Doolittle et son équipage sautent en toute sécurité au-dessus de la Chine lorsque leur B-25 manque de carburant après avoir parcouru plus de 4 000 kilomètres. À ce moment-là, ils volent depuis environ 13 heures, il fait nuit, le temps est orageux, et Doolittle ne peut pas localiser le terrain d'atterrissage prévu de Chuchow. Lui et son équipage se rejoignent après l'évacuation de l'appareil et sont ensuite guidés à travers les lignes japonaises par la guérilla chinoise et le missionnaire américain John Birch.

#### Après le raid

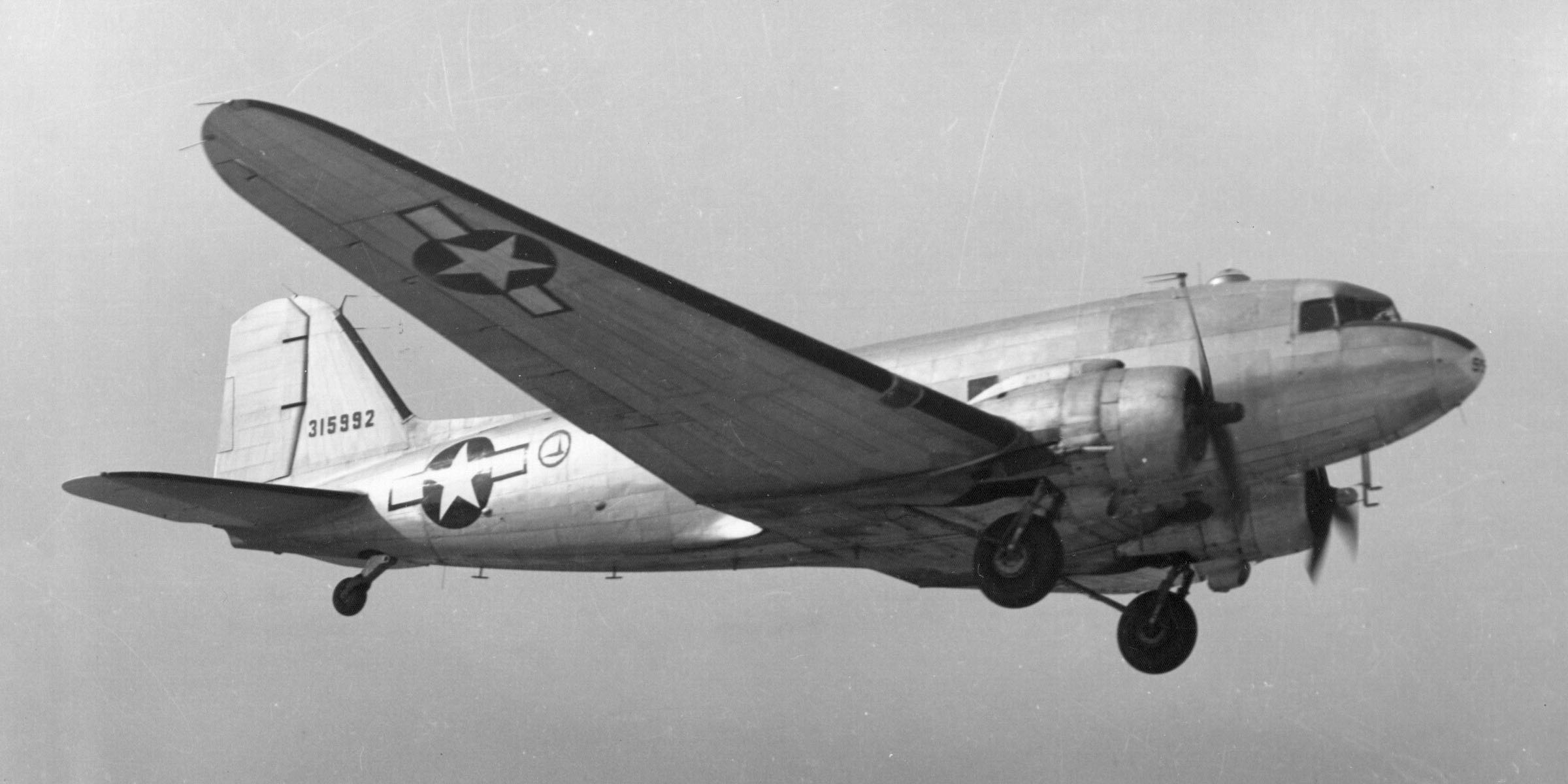
C-47 Skytrain

Après le raid, Cole reste en Chine et pilote des C-47 Skytrain pour transporter des fournitures de Birmanie vers la Chine via les montagnes himalayennes dans le cadre de l'opération "The Hump", de mai 1942 à juin 1943. Il sert ensuite au sein du 5th Fighter Group à Tulsa, de juin à octobre 1943.
Cole se porte ensuite volontaire pour le projet 9, la naissance des Air Commandos. Il sert au sein de la section "transport" de la nouvelle unité. L'unité participe à l'invasion de la Birmanie, en se déployant avec des planeurs, puis en construisant quelques aérodromes derrière les lignes japonaises, ce qui marque le début de la marche depuis le nord-est de l'Inde par les forces terrestres pour reprendre la Birmanie. Cole sert au sein de l'unité d'octobre 1943 jusqu'à son retour aux États-Unis en juin 1944.
Il devient ensuite pilote d'essai et de réception à Wichita, au Kansas, de juin 1944 à octobre 1945, puis officier responsable de la section de formation à Victorville Army Air Field, en Californie, d'octobre 1945 à novembre 1946. Cole part en congé terminal à partir du 13 novembre 1946 et quitte le service actif le 11 janvier 1947.

#### Après guerre
Cole retourne au service actif le 7 juillet 1947 et sert au sein de l'état-major de la Wright-Patterson Air Force Base, dans l'Ohio, de juillet 1947 à janvier 1952, puis rejoint l'Armed Forces Staff College (en) de Norfolk, en Virginie, de janvier à septembre 1952.
Pendant la guerre de Corée, Cole rejoint l'état-major des forces aériennes d'Extrême-Orient au Japon de septembre 1952 à mars 1955, puis l'état-major du quartier général de l'US Air Force au Pentagone de mars 1955 à juillet 1958.
Après avoir suivi une formation en espagnol, il devient conseiller de l'armée de l'air vénézuélienne à Caracas, au Venezuela, de janvier 1959 à août 1962, puis sert au sein de la 464th Troop Carrier Wing (en) sur la Pope Air Force Base, en Caroline du Nord, d'août à octobre 1962.
Pour son affectation suivante, il rejoint l'état-major du Joint Development Group à Fort Bragg, en Caroline du Nord, d'octobre 1962 à février 1963, puis il devient directeur des opérations, officier exécutif et vice-commandant du 831st Combat Support Group (en) à sur la George Air Force Base, en Californie, en février 1963.
Cole prend sa retraite en 1966.

### Retraite

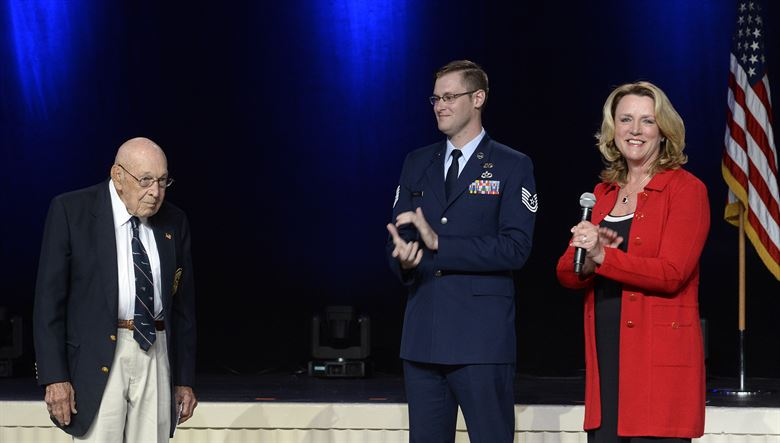
Dick Cole annonce le nom du B-21 avec la secrétaire de l'Air Force Deborah Lee James (à droite), lors de la conférence de l'Air Force Association le 19 septembre 2016.

À la suite du décès du sergent-chef David J. Thatcher, mitrailleur de l'avion no 7, le 23 juin 2016, Cole devient le dernier participant au raid de Doolittle encore en vie,.
Le 19 septembre 2016, le Northrop Grumman B-21 est officiellement nommé « Raider » en l'honneur des participants du raid de Doolittle. En tant que dernier survivant, Cole est présent à la cérémonie de baptême lors de la conférence de l'Air Force Association.

### Décès et enterrement
Cole décède à San Antonio, au Texas, le 9 avril 2019, à l'âge de 103 ans,,,. Un service commémoratif pour Cole a lieu sur la Joint Base San Antonio (en) le 18 avril, le jour du 77e anniversaire du raid de Doolittle,.
Cole devait être enterré avec tous les honneurs militaires au cimetière national d'Arlington. Initialement prévu pour août 2019, son enterrement est reporté au 18 avril 2020, jour du 78e anniversaire du raid de Doolittle, mais cela est retardé par la pandémie de coronavirus. Sa famille décide finalement de faire enterrer Cole avec sa femme au cimetière national de Fort Sam Houston à San Antonio le 7 septembre 2021.
Cole est promu colonel à titre posthume lors de la cérémonie sur la Joint Base San Antonio.

## Famille
Richard Cole est marié à Lucia Martha "Marty" (Harrell) Cole, décédée en 2003 à l'âge de 79 ans, pendant 59 ans. Richard et Marty ont sept enfants et de nombreux petits-enfants,.

## Décorations et récompenses
Cole reçoit au cours de sa vie les décorations et récompenses suivantes:
- Distinguished Flying Cross avec deux feuilles de chêne en bronze
- Bronze Star
- Air Medal avec une feuille de chêne bronze
- Air Force Commendation Medal
- Air Force Presidential Unit Citation
- Air Force Outstanding Unit Award
- American Defense Service Medal
- American Campaign Medal
- Asiatic-Pacific Campaign Medal avec quatre étoiles de campagne en bronze
- World War II Victory Medal
- National Defense Service Medal avec étoile de service en bronze
- Korean Service Medal
- Air Force Longevity Service Award avec une feuille de chêne argentée
- Médaille de la République de Chine des Forces armées (en)
- Médaille des Nations unies pour la Corée
- Republic of China War Memorial Medal (en)